# Parallelia absentimacula
Parallelia absentimacula là một loài bướm đêm trong họ Erebidae.